# Dankoblé
Dankoblé est une localité située dans le département de Diébougou de la province du Bougouriba dans la région Sud-Ouest au Burkina Faso. En 2006, cette localité comptait 1 025 habitants dont 48,4 % de femmes.

## Santé et éducation
Dankoblé accueille un centre de santé et de promotion sociale (CSPS) tandis que le centre médical avec antenne chirurgicale (CMA) de la province se trouve à Diébougou.
Le village possède une école primaire publique.